# Perdicula
Perdicula és un gènere d'ocells de la subfamília dels perdicins (Perdicinae), dins la família dels fasiànids (Phasianidae). Aquestes guatlles viuen en zones de matoll de la Península indostànica i Sri Lanka.

## Llistat d'espècies
S'han descrit quatre espècies dins aquest gènere:
- Guatlla roquera (Perdicula argoondah).
- Guatlla cul-roja (Perdicula asiatica).
- Guatlla bec-roja (Perdicula erythrorhyncha).
- Guatlla de Manipur (Perdicula manipurensis).